# Eresus daliensis
Eresus daliensis är en spindelart som beskrevs av Yang och Hu 2002. Eresus daliensis ingår i släktet Eresus och familjen sammetsspindlar. Inga underarter finns listade i Catalogue of Life.